# ジベレリン-44-ジオキシゲナーゼ
ジベレリン-44-ジオキシゲナーゼ（gibberellin-44 dioxygenase）は、ジテルペノイド生合成酵素の一つで、次の化学反応を触媒する酸化還元酵素である。
ジベレリン-44 + 2-オキソグルタル酸 + O2 {\displaystyle \rightleftharpoons } ジベレリン-19 + コハク酸 + CO2
反応式の通り、この酵素の基質はジベレリン-44と2-オキソグルタル酸とO2、生成物はジベレリン-19とコハク酸とCO2である。補因子として鉄を用いる。
組織名は(gibberellin-44),2-oxoglutarate:oxygen oxidoreductaseで、別名にoxygenase, gibberellin A44 oxidase、(gibberellin-44), 2-oxoglutarate:oxygen oxidoreductaseがある。